# Juan Ramón Cabrera
Juan Ramón Cabrera – piłkarz urugwajski, obrońca.
Cabrera w 1933 roku razem z klubem Club Nacional de Football zdobył tytuł mistrza Urugwaju. Następne mistrzostwo Urugwaju zdobył w 1934 roku. Później w 1939 i 1940 roku.
Jako piłkarz Nacionalu wziął udział w turnieju Copa América 1941, gdzie Urugwaj został wicemistrzem Ameryki Południowej. Cabrera zagrał jedynie w meczu z Ekwadorem. W tym samym roku Cabrera zdobył z Nacionalem swój piąty tytuł mistrza Urugwaju.